# Ère Kakitsu

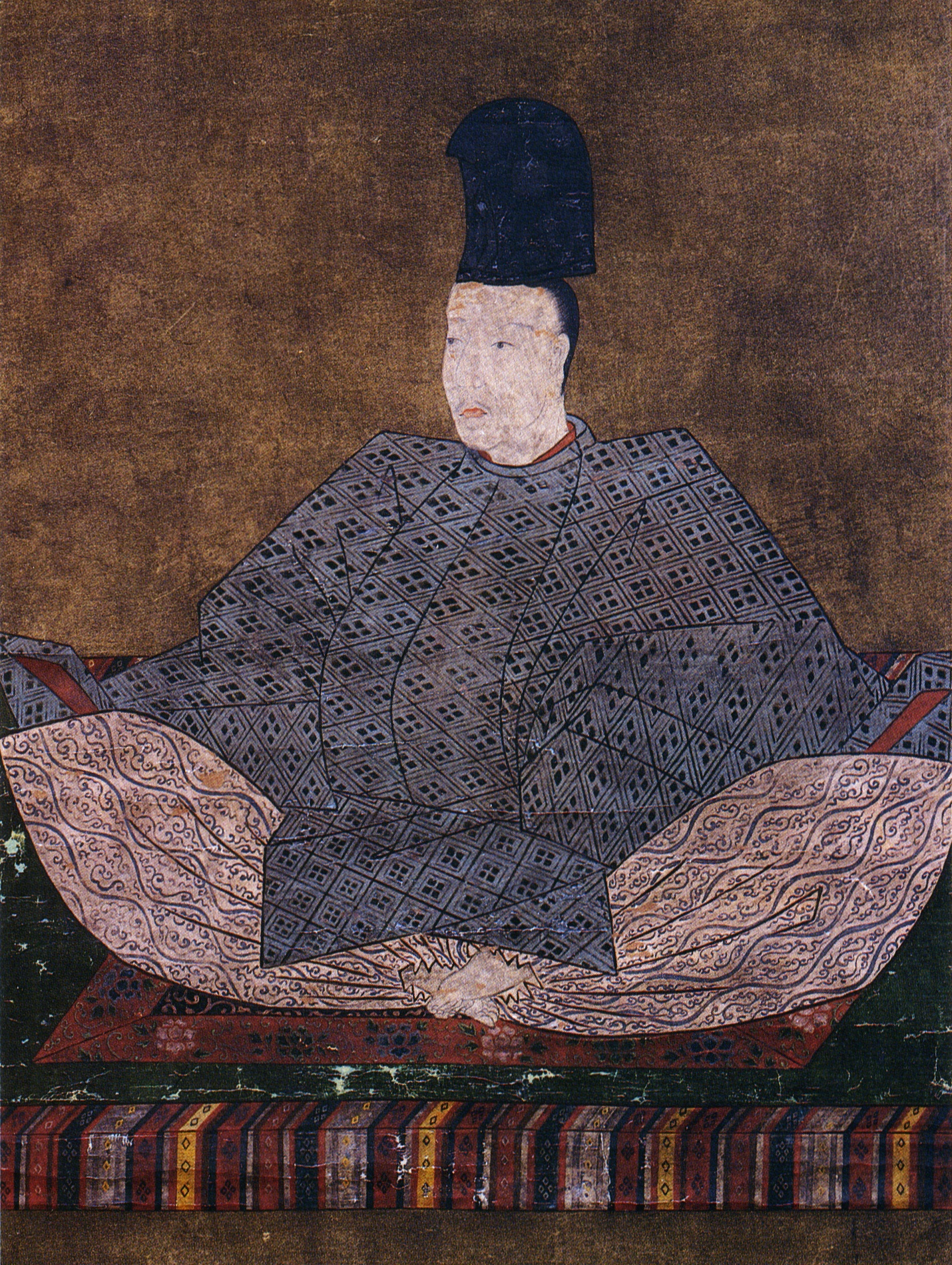
L'Empereur Go-Hanazono

L'ère Kakitsu (嘉吉) est une des ères du Japon (年号,, nengō,, lit. « nom de l'année ») après l'ère Eikyō et avant l'ère Bunnan. Cette ère couvre la période allant du mois de février 1441 au mois de février 1444. L'empereur régnant est Go-Hanazono-tennō (後花園天皇).

## Changement d'ère
- 1451 Kakitsu gannen (嘉吉元年,?) : Le nom de la nouvelle ère est créé pour marquer un événement ou une succession d'événements. La précédente ère se termine quand commence la nouvelle, en Eikyō 13.

## Événements de l'ère Kakitsu
- 12 juillet 1441 (Kakitsu 1, 24e jour du 6e mois) : Le shogun Ashikaga Yoshinori est tué à l'âge de 48 ans par Akamatsu Mitsusuke, furieux qu'Akamatsu Sadaura soit fait chef du clan Akamatsu. Peu après, Ashikaga Yoshikatsu, le fils de Yoshinori, âgé de huit ans, est proclamé nouveau shogun[3]
- 1441 (Kakitsu 1, 9emois) : Les meurtriers de Yoshinori se suicident[4].
- 1443 (Kakitsu 3) : Un accord diplomatique nippo-coréen (parfois appelé « le traité Kakitsu ») régularise un plan initial pour atténuer les dommages causés par des pirates wakō. L'accord bilatéral attribue la responsabilité de la surveillance des navires en provenance du Japon en route vers la Corée. Le clan Sō du domaine de Tsushima (Île Tsushima), reçoit le droit de surveiller les bateaux naviguant vers l'ouest au-delà de Tsushima. Et cela inclut également la possibilité de profiter de tout honoraires que les Sō veulent facturer[5].
- 16 août 1443 (Kakitsu 3, 21e jour du 7e mois) : Le shogun Yoshikatsu meurt à l'âge de 10 ans. Il aimait beaucoup l'équitation mais s'est gravement blessé en tombant de sa monture ce qui a causé sa mort. Il n'a été shogun que trois ans. Ashikaga Yoshimasa, son frère cadet de huit ans est alors nommé shogun[6].
- 16 octobre 1443 (Kakitsu 3, 23e jour du 9e mois) : Un groupe armé de rebelles pénètre les défenses du palais. Un incendie se déclare et un des hommes essaie de tuer Go-Hanazono mais l'empereur s'échappe. Les intrus parviennent toutefois à voler les trois insignes sacrés : Le miroir, l'épée et le bijou. Un garde trouve plus tard le miroir et un prêtre l'épée mais l'emplacement du bijou n'est découvert qu'au huitième mois de l'ère Bunnan gannen[7].

| Kakitsu   | 1re  | 2e   | 3e   | 4e   |
| Grégorien | 1441 | 1442 | 1443 | 1444 |